# Grid Compass
Grid Compass (Compass) је био преносиви рачунар фирме Grid који је почео да се производи у Сједињеним Америчким Државама од 1982. године.
Користио је Intel 8086 као микропроцесор. RAM меморија рачунара је имала капацитет од 256 KB (до 512 KB). 
Као оперативни систем кориштен је GRID O/S, MS-DOS 2.2.

## Детаљни подаци
Детаљнији подаци о рачунару Compass су дати у табели испод.
|                       |                                                           |
| [ 1 ]                 |                                                           |
| Произвођач            |                                                           |
| Тип                   | преносиви рачунар                                         |
| Меморија              | 256 (до 512 KB)                                           |
| Поријекло             | Сједињене Америчке Државе                                 |
| Година                | 1982                                                      |
| Тастатура             | пуни помак тастера, 57 тастера                            |
| Процесор              |                                                           |
| Фреквенција процесора | непознато                                                 |
| RAM                   | 256 (до 512 KB)                                           |
| ROM                   | непознато                                                 |
| Текст                 | 80 знакова x 25 линија                                    |
| Графика               | 320 x 240 тачака                                          |
| Боја                  | једна боја                                                |
| Звук                  | мали звучник                                              |
| Димензије             | 38 (висина) x 29 (дубина) x 5 (висина) / 8,5 фунти (4,3 ) |
| Портови               |                                                           |
| Оперативни систем     |                                                           |